# Базовый переулок (Екатеринбург)

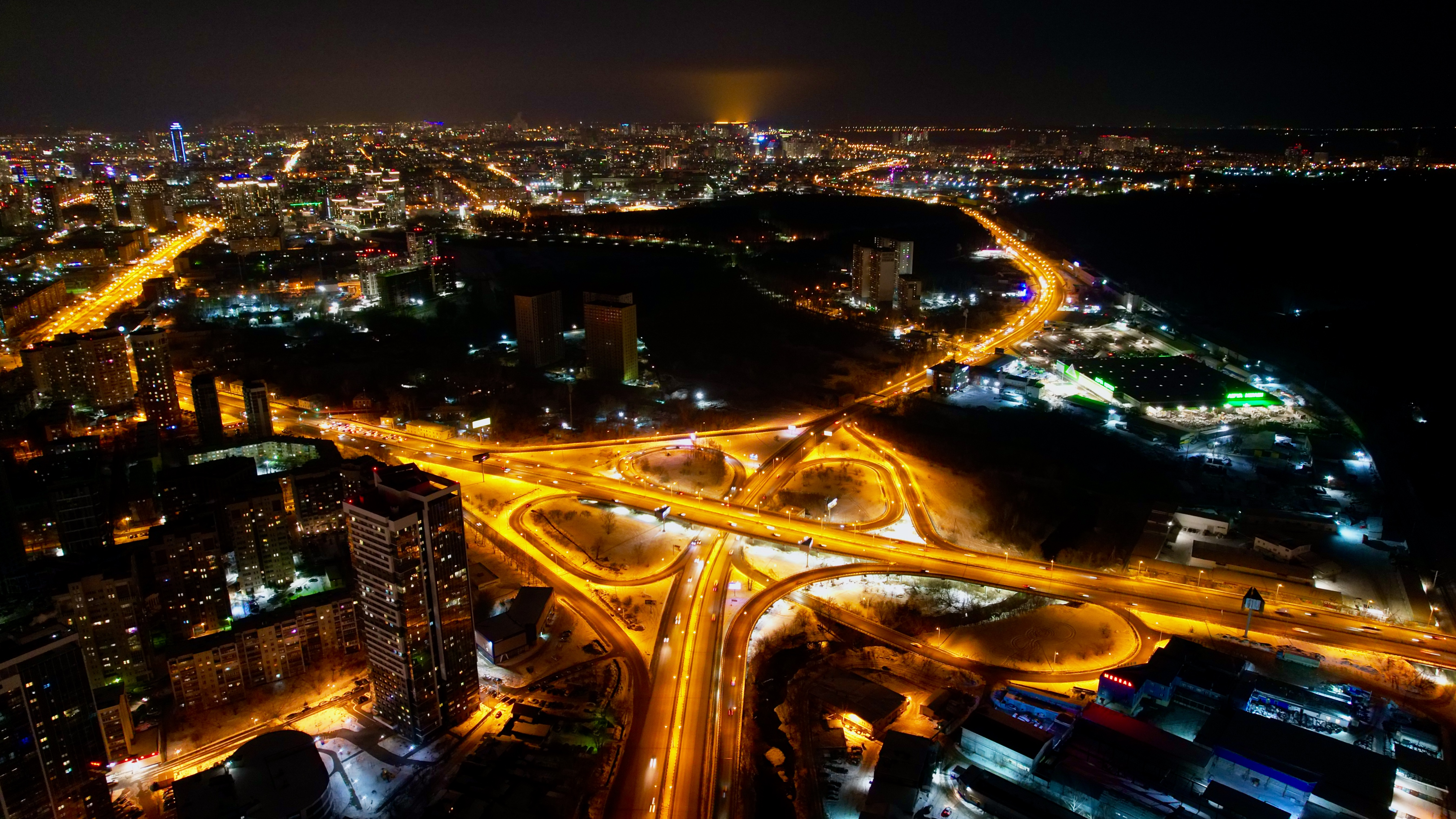
Развязка Луганская улица (слева) / Кольцовский тракт (справа) — Объездная дорога (снизу) / Базовый переулок (сверху)

Ба́зовый переулок, несмотря на своё название, является магистральной улицей в жилых районах «Южный» и Сибирский Октябрьского административного района Екатеринбурга.

## Расположение и благоустройство
Улица начинается у автомобильного моста через Транссибирскую железнодорожную магистраль, который далее переходит в Комсомольскую улицу, проходит через промышленно-складскую застройку микрорайона «Сибирский», огибает с востока «Центральный парк культуры и отдыха имени Маяковского», далее проходит через район бывшего Пивзавода и по мосту пересекает реку Исеть. Заканчивается у автомобильной развязки с Кольцовским трактом, где переходит в Объездную дорогу. Пересекается с улицей Сибирский тракт.
Протяжённость улицы составляет около 3,4 километра. Ширина проезжей части — более 20 м (по три полосы в каждую сторону движения). Нумерация домов начинается от Комсомольской улицы.

## История
Переулок обозначен на плане Свердловска 1947 года, как переулок, идущий на протяжении нескольких сотен метров от Сибирского тракта к югу, вдоль восточной границы завода «Уральский Пролетарий». На городском плане 1939 года улица не обозначена. Современная трассировка улицы сформировалась в период между 1965 и 1980 годами.
С 1907 по 2005 годы на улице (дом № 45) находился крупный пивной завод «Исетский», продукция которого занимала до 2000-х годов 20 % местного рынка. После закрытия завод будет перепрофилирован в логистический центр.
31 мая 1989 года исполнительный комитет свердловского городского Совета народных депутатов разрешил проектирование городка милиции на землях ЦПКиО по пер. Базовому.
29 апреля 2023 года переулок был перекрыт в районе пересечения с Сибирским трактом с дальнейшим спрямлением переулка и перенаправлением проезжей части между двумя строящимися эстакадами развязки у Калины.

## Здания и сооружения
Внимание! Этот раздел содержит информацию по состоянию на 2013 год
По нечётной стороне:
- № 3, 5, 7, 17, 21, 39, 43 — малоэтажные административные здания
- № 41 детейлинг центр Advance Star
- № 45 — двухэтажный гипермаркет «Леруа Мерлен».

По чётной стороне:
- № 4 — 3-этажный 12-квартирный кирпичный жилой дом 1959 года постройки.
- № 20 — Городское управление дорожно-строительных работ
- № 48-50 — 26-этажный двухсекционный дом жилого комплекса «Маяковский Парк» 2008 года постройки.
- № 52-54 — 26-этажный двухсекционный дом жилого комплекса «Маяковский Парк» 2008 года постройки.
- № 56 — 16-этажный 127-квартирный жилой дом 1996 года постройки.

## Транспорт
Автомобильное движение на всей протяжённости улицы двустороннее.

### Наземный общественный транспорт
Движение наземного общественного транспорта по большей протяжённости улице не осуществляется. На непродолжительном участке конца улицы ходит маршрутное такси № 042 (остановка «Базовый переулок»). Ближайшая остановка общественного транспорта к началу улицы — «Комсомольская».

### Ближайшие станции метро
В 0,6 км к юго-западу от конца улицы находится станция 1-й линии Екатеринбургского метрополитена  «Ботаническая».